# 수피안 엘바칼리
수피안 엘바칼리(아랍어: سفيان البقالي,‎ 1996년 1월 7일~)는 모로코의 육상 선수로 주 종목은 장애물달리기이다. 2020년 하계 올림픽 남자 3000m 장애물 종목 금메달을 획득했으며 2022년과 2023년 세계 선수권 대회에서 3000m 장애물 종목 금메달을 획득했다. 또한 2022년 다이아몬드 리그 3000m 장애물 종목에서 우승을 차지했다.